# James L. Holloway Jr.

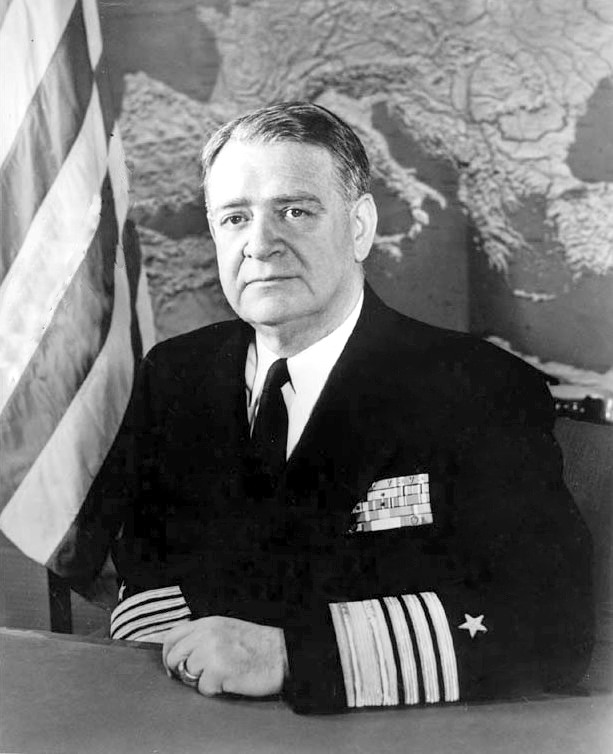
James L. Holloway Jr.

James Lemuel Holloway Jr. (* 20. Juni 1898 in Fort Smith, Sebastian County, Arkansas; † 11. Januar 1984 in Falls Church, Virginia) war ein Admiral der United States Navy. Er war unter anderem Leiter (Superintendent) der United States Naval Academy (USNA) und Kommandeur der United States Naval Forces Europe.

## Leben
Er war ein Sohn von James Lemuel Holloway (1860–1961) und dessen Frau Mary Leaming (1866–1943). Der Vater praktizierte als Arzt. Seit 1904 war die Familie in Dallas in Texas ansässig, wo der Sohn die öffentlichen Schulen besuchte. Im Jahr 1915 bewarb er sich erfolglos um eine Aufnahme an der United States Military Academy in West Point. Schließlich wurde er an der United States Naval Academy in Annapolis in Maryland angenommen. Im Jahr 1918 graduierte er an dieser Militärschule. In der amerikanischen Kriegsmarine durchlief er anschließend alle Offiziersränge bis zum Admiral.
Im Juni 1918 wurde er in der Endphase des Ersten Weltkriegs auf den Zerstörer USS Monaghan (DD-32) versetzt, der vom französischen Hafen in Brest aus zusammen mit anderen Kriegsschiffen zur Bekämpfung von deutschen U-Booten eingesetzt war. In den folgenden Jahren bis 1924 war Holloway Offizier auf mehreren Kriegsschiffen. Zwischenzeitlich gehörte er dabei der Pazifikflotte an. Danach kehrte er zur Marineakademie zurück, wo er bis zum Jahr 1926 als Dozent tätig war. Es folgte eine Versetzung zum Schlachtschiff USS West Virginia deren Besatzung er zwischen Juni 1926 und August 1928 angehörte.
Anschließend war er zunächst Stabsoffizier und dann bis 1930 Kommandeur der Battleship Division Two. Anschließend gehörte er bis zum Jahr 1932 dem Stab des Naval War Colleges in Newport in Rhode Island an. Im weiteren Verlauf der 1930er Jahre war er auf verschiedenen Kriegsschiffen stationiert. Dazwischen leitete er zwischen 1935 und 1938 das Training Command der Atlantikflotte (Commander Training Command US Atlantic Fleet). Danach wurde er Navigator auf dem Schlachtschiff USS Idaho (BB-42) und dann Kommandeur des Militärfrachtschiffs USS Sirius (AK-15). Diese Aufgabe erfüllte er bis zum September 1939.
Als Nächstes war er Stabschef der Atlantic Squadron deren Aufgabe es war nach dem Ausbruch des Zweiten Weltkriegs in Europa verstärkte Präsenz unter Einhaltung der Neutralität auf dem Atlantik zu zeigen. Im Oktober 1940 folgte eine Versetzung zum Stab des Chief of Naval Operations, wo er in dessen Stabsabteilung für Ausbildung tätig war. Diese Aufgabe erfüllte er bis zum Mai 1942. In diese Zeit fiel der amerikanische Eintritt in den Zweiten Weltkrieg. Im Mai 1942 erhielt Holloway das Kommando über die Destroyer Squadron Ten (Desron 10). Dabei handelte es sich um einen neuaufgestellten Verband von Zerstörern, der der atlantischen Flotte zugeordnet war. Diese Aufgabe nahm er bis zum April 1943 wahr. Dabei war er unter anderem an der Landung der Alliierten in Nordafrika beteiligt. Zwischen April und November 1943 leitete er die Destroyer and Destroyer Escort (DD-DE) Shakedown Task Force, die in Bermuda ansässig war und sich unter anderem mit der Ausrüstung neugebauter Zerstörer befasste, ehe diese zum regulären Kriegseinsatz in der Atlantikflotte ausliefen.
Daran schloss sich eine Versetzung zum Stab der Marinepersonalverwaltung in Washington, D.C. (Bureau of Naval Personnel) an. Dort war James Holloway bis zum November 1944 Leiter der Stabsabteilung für Ausbildung (Director of Training). Anschließend wurde er auf den pazifischen Kriegsschauplatz versetzt. Dort erhielt er das Kommando über das Schlachtschiff USS Iowa. Dieses diente damals als Flaggschiff der Battleship Division 7 und war unter anderem an den Kämpfen um die Philippinen beteiligt. Später nahm das Schiff an weiteren Gefechten teil. Holloway behielt dieses Kommando bis zum August 1945. Anschließend wurde er für kurze Zeit Leiter des Fleet Training Commands der Pazifischen Flotte. In der Folge wurde er mit der Demobilisierung der Marine nach dem Ende des Zweiten Weltkriegs beauftragt. Dabei ging es um die Rückführung von über 3 Millionen Soldaten ins private Leben. Diese Aufgabe erfüllte er bis zum 1. September 1946. Während dieser Zeit leitete er gleichzeitig eine Kommission zur Modernisierung des Naval Reserve Officers Training Corps. Das neue erfolgreiche System wurde nach ihm Holloway Plan genannt und in der Navy übernommen. Das Programm diente auch als Vorbild für ähnliche Programme der United States Army und der United States Air Force. Für den Rest des Jahres 1946 gehörte er wieder dem Stab der Personalverwaltung der Marine an.
Am 15. Januar 1947 übernahm James Holloway als Nachfolger von Aubrey Fitch als Superintendent die Leitung der Marineakademie in Annapolis. Dieses Amt bekleidete er bis zum 28. April 1950 als Harry W. Hill seine Nachfolge antrat. Damals unterstand die Akademie (bis zum Jahr 1962) dem Severn River Naval Command, das ebenfalls von Holloway geleitet wurde.
Danach erhielt er das Kommando über die Kreuzer- und Zerstörerverbände der Atlantikflotte (Commander, Battleship-Cruiser Force, Atlantic Fleet). Diese Aufgabe erfüllte er bis zum Februar 1953. Anschließend wurde ihm die Leitung der Personalverwaltung der Navy übertragen. In seiner bis zum Oktober 1957 währenden Amtszeit wurde die Desegregation, d. h. die Rassentrennung innerhalb der Marine aufgehoben.
Zwischen Februar 1958 und März 1959 war James Holloway Kommandeur der United States Naval Forces Europe mit dem Hauptquartier in Neapel. Im September 1958 übernahm er zusätzlich das Kommando im Eastern Atlantic Command (USCOMEASTLANT). Dieses Kommando versorgte die Teile der US-Atlantikflotte mit nachrichtendienstlichen Erkenntnissen und logistischer Unterstützung, die im europäischen Bereich operierten. In seiner Eigenschaft als Kommandeur der amerikanischen Seestreitkräfte für Europa war er auch am amerikanischen Einsatz während der Libanonkrise 1958 beteiligt. Nach dem Ende dieses Kommandos schied er aus dem aktiven Militärdienst aus.
Nach seiner Pensionierung leitete er in den Jahren 1964 bis 1966 das Heim für Navy-Veteranen (United States Naval Home) in Philadelphia. Später zog er selbst in eine solche Anstalt in McLean in Virginia. Er starb am 11. Januar 1984 und wurde auf dem Friedhof der Marineakademie in Annapolis beigesetzt. Sein Sohn James L. Holloway III. (1922–2019) wurde ebenfalls Admiral der US-Navy.

## Orden und Auszeichnungen
James Holloway Jr. erhielt im Lauf seiner militärischen Laufbahn unter anderem folgende Auszeichnungen:
- Navy Distinguished Service Medal
- Legion of Merit
- Navy Commendation Medal
- World War I Victory Medal
- American Defense Service Medal
- American Campaign Medal
- European-African-Middle Eastern Campaign Medal
- Asiatic-Pacific Campaign Medal
- World War II Victory Medal
- Philippine Liberation Medal. (Philippinen)